# Kungliga palatset i Durrës

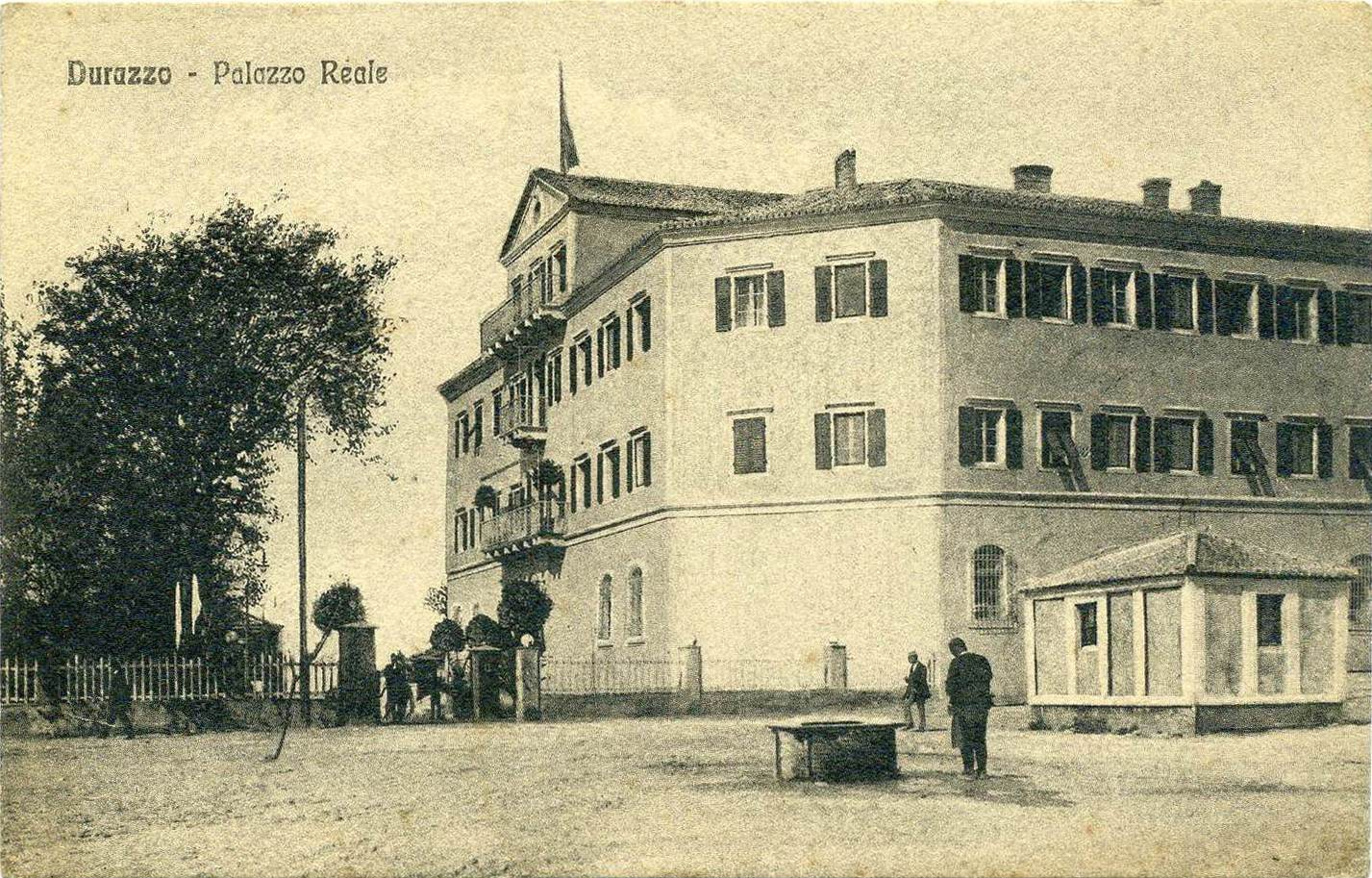
Konaku i Durrësit

Kungliga palatset i Durrës var ett palats i Durrës i Albanien.
Det var en trevåningsbyggnad med 35 rum runt en innergård. Den uppfördes som residens för den osmanska prefekten (mutasarriflik). Palatset blev 1914 bostad för Albaniens första monark Wilhelm av Wied, då Durrës var Albaniens huvudstad 1914-1920. 
Byggnaden skadades av en jordbävning 1926 och var därefter inte bebodd. Dess sista rester revs 1930. 